# Thembelihle
La municipalité locale de Thembelihle (qui signifie « bon espoir ») est une municipalité locale située en Afrique du Sud, dans la province du Cap-du-Nord. Créée en 2000 à la suite de la réforme des gouvernements locaux, elle regroupe les communes de Strydenburg, Hopetown, Kraankuil et Oranjerivier. Elle fait partie du district municipal de Pixley ka Seme.

## Communes de la municipalité
| Place       | Référénce | Superficie (km2) | Population | Langue maternelle dominante |
| ----------- | --------- | ---------------- | ---------- | --------------------------- |
| Hopetown    | 374001    | 73,86            | 10 259     | Afrikaans                   |
| Orania      | 374003    | 8,95             | 3000       | Afrikaans                   |
| Strydenburg | 374004    | 37,98            | 2 987      | Afrikaans                   |
| Zone rurale | 374002    | 7902,28          | 1 563      | Afrikaans                   |

La commune afrikaner d'Orania se considère comme une municipalité indépendante mais coopère avec la municipalité locale de Thembelihle.

## Démographie
Selon le recensement de 2011, la municipalité locale de Thembelihle comptait 15 701 habitants, principalement des locuteurs de langue afrikaans issus de la communauté des Coloureds (70,75 % des résidents) et de celle des Afrikaners (13,09 %).

## Historique
Jusqu'en 1994, les villes de Hopetown et de Strydenburg étaient des communes gérées par des conseils municipaux, élus par leurs résidents blancs, auxquels étaient subordonnés des comités de gestion, représentant les résidents de couleur de Steynville (à Hopetown) et de Strydenburg. Les zones rurales étaient pour leur part gérées par le Conseil des services régionaux de Bo-Karoo.
Après 1994, un processus de transformation des gouvernements locaux débuta, réorganisant les autorités locales existantes qui furent dissoutes pour laisser place à des conseils locaux transitoires (TLC) pour chaque ville. 
La municipalité et le comité de gestion de Strydenburg furent ainsi remplacés par un TLC en septembre 1994, et la municipalité de Hopetown et le comité de gestion de Steynville remplacés à leur tour par un TLC en mars 1995. 
Ces conseils de transition furent jusqu'aux élections municipales de mai 1996 composés de membres nommés par les différentes parties aux négociations concernant le processus de transformation des autorités locales. Un conseil de district de Bo-Karoo fut également créé, remplaçant le conseil des services régionaux de Bo-Karoo ainsi que des conseils représentatifs transitoires (TRC) pour représenter les zones non incluses dans les TLC au conseil de district. La zone qui allait devenir plus tard la municipalité de Thembelihle faisait partie du TRC d'Oranje-Karoo, à l'exception de la localité d'Orania qui disposait d'un TRC distinct.
Lors des élections municipales de décembre 2000, les TLC et les TRC furent dissous laissant place à une autorité locale unique, la nouvelle municipalité d'Oranje-Karoo (rebaptisée Thembelihle en juin 2001). Le TRC d'Orania a contesté sa dissolution devant la Haute Cour de Kimberley et, en vertu d'un accord avec le gouvernement provincial, cette TRC a conservé ses pouvoirs et ses fonctions indéfiniment en attendant de nouvelles négociations qui n'ont toujours pas abouti. Les résidents d'Orania ont ainsi le droit de voter aux élections du conseil de Thembelihle même s'ils ne reçoivent aucune prestation municipale de cette municipalité.

## Administration
La municipalité a été dominée par le congrès national africain (ANC) de sa création en 2000 à décembre 2011.
Lynette Oliphant (ANC), élue maire en 2006, réélue lors des élections municipales sud-africaines de 2011, fut mise en minorité à la fin de l'année 2011, après la défection d'un conseiller municipal ANC, Danny Jonas, privant, par un siège, l'ANC de sa majorité absolue au conseil municipal (elle ne dispose alors de trois des sept sièges du conseil). Réélu à son poste de conseiller municipal en tant qu'indépendant lors d'une élection partielle en décembre 2011, Danny Jonas, soutenu par l'Alliance démocratique (un siège) et le Congrès du Peuple (deux sièges), fut alors élu comme nouveau maire de Thembelihle.
Lors des élections générales sud-africaines de 2014, Jonas apparut en position non éligible sur la liste provinciale des Combattants pour la liberté économique (EFF).
Lors des élections municipales sud-africaines de 2016, l'ANC remporta 55,03 % des voix et quatre sièges contre 23,42 % des voix et deux sièges à la DA et 11,64 % des voix et un siège aux EFF.

### Liste des maires
- Lynette Oliphant (ANC), 2006 à 2011
- Danny Jonas (Indépendant/EFF), 2012 à 2016
- Brenda Mpamba, 2016 à 2021
- Leonard Makena (EFF) novembre 2021[8] - avril 2024[9].
- Marnus Stanley Visser (Siyathemba Community Movement), depuis avril 2024